# PEC Zwolle in het seizoen 2013/14 (mannen)
Het seizoen 2013/2014 was het 103e jaar in het bestaan van de Zwolse voetbalclub PEC Zwolle. De club kwam uit in de Eredivisie en nam ook deel aan het toernooi om de KNVB beker.

## Wedstrijdstatistieken

### Oefenduels
| Datum + plaats               | Wedstrijd                         | Uitslag        | Scoreverloop |
| ---------------------------- | --------------------------------- | -------------- | --- |
| 27 juni 2013 Zwolle          | VV SVI (ama) – PEC Zwolle         | 0 – 10 (0 – 3) | 18' Maikel van der Werff 0–1, 31' Jesper Drost 0–2, 38' Mustafa Saymak 0–3, 48' Boris Rasevic 0–4, 50' Boris Rasevic 0–5, 56' Boris Rasevic 0–6, 67' Boris Rasevic 0–7, 77' Giovanni Hiwat 0–8, 79' Giovanni Hiwat 0–9, 83' Stefan Nijland 0–10 |
| 29 juni 2013 Hasselt         | VV Olympia '28 (ama) – PEC Zwolle | 2 – 10 (2 – 5) | 7' Rochdi Achenteh 0–1, 12' Kjelt Bonhof 1–1, 21' Mustafa Saymak 1–2, 23' Boris Rasevic 1–3, 24' Kasper Wursten 2–3, 32' Mustafa Saymak 2–4, 36' Marco Bouwhuis (e.d.) 2–5, 54' Youness Mokhtar 2–6, 56' Fred Benson 2–7, 70' Fred Benson 2–8, 82' Fred Benson 2–9, 86' Giovanni Gravenbeek 2–10                                                               |
| 2 juli 2013 Hattem           | SV Hatto Heim (ama) – PEC Zwolle  | 0 – 15 (0 – 7) | 2' Fred Benson 0–1, 7' Mustafa Saymak 0–2, 10' Fred Benson 0–3, 12' Mustafa Saymak 0–4, 18' Kamohelo Mokotjo 0–5, 24' Mustafa Saymak 0–6, 43' Mustafa Saymak 0–7, 46' Dino Islamovic 0–8, 48' Jesper Drost 0–9, 50' Jesper Drost 0–10, 55' Jesper Drost 0–11, 57' Furdjel Narsingh 0–12, 59' Jesper Drost 0–13, 73' Frank Olijve 0–14, 80' Dino Islamovic 0–15 |
| 6 juli 2013 Hoogeveen        | FC Emmen – PEC Zwolle             | 1 – 3 (0 – 2)  | 34' Youness Mokhtar 0–1, 45+1' Furdjel Narsingh 0–2, 49' Jesper Drost 0–3, 63' Anmar Almubaraki (p) 1–3 |
| 9 juli 2013 Hasselt          | Telstar – PEC Zwolle              | 0 – 2 (0 – 2)  | 3' Calvin Mac-Intosch (e.d.) 0–1, 9' Furdjel Narsingh 0–2 |
| 12 juli 2013 Garderen        | PEC Zwolle – N.E.C.               | 1 – 0 (0 – 0)  | 53' Fred Benson (p) 1–0 |
| 17 juli 2013 Lohne           | Werder Bremen – PEC Zwolle        | 2 – 3 (1 – 2)  | 8' Fred Benson 0–1, 11' Nils Petersen 1–1, 13' Fred Benson 1–2, 50' Niclas Füllkrug 2–2, 55' Mateusz Klich 2–3 |
| 26 juli 2013 Zwolle          | PEC Zwolle – Ross County FC       | 5 – 1 (2 – 1)  | 21' Fred Benson 1–0, 26' Ivan Sproule 1–1, 27' Mustafa Saymak 2–1, 55' Guyon Fernandez 3–1, 62' Guyon Fernandez 4–1, 77' Stefan Nijland 5–1 |
| 5 september 2013 Zwolle      | PEC Zwolle – SC Cambuur           | 3 – 0 (0 – 0)  | 66' Giovanni Hiwat 1–0, 69' Giovanni Hiwat 2–0, 90+1' Bart van Hintum 3–0 |
| 10 oktober 2013 Almelo       | Heracles Almelo – PEC Zwolle      | 4 – 4 (2 – 3)  | 15' Edwin Gyasi 0–1, 20' Giovanni Gravenbeek 1–1, 31' Hólmbert Aron Friðjónsson 2–1, 38' Ryan Thomas 2–2, 43' Darryl Lachman 2–3, 51' Leroy Labylle 2–4, 69' Berry Powel 3–4, 82' Simon Cziommer 4–4 |
| 14 november 2013 Leeuwarden  | SC Cambuur – PEC Zwolle           | 1 – 4 (1 – 1)  | 25' Martijn Barto 1–0, 35' Fred Benson (p) 1–1, 54' Giovanni Hiwat 1–2, 71' Bart van Hintum 1–3, 77' Fred Benson 1–4 |
|                              |                                   |                | |
| 7 januari 2014 Stellenbosch  | Ajax Cape Town - PEC Zwolle       | 1 – 2 (1 – 0)  | 6' Toriq Losper 1–0, 50' Giovanni Hiwat 1–1, 56' Fred Benson 1–2, |
| 11 januari 2014 Stellenbosch | PEC Zwolle – VfB Stuttgart        | 1 – 4 (1 – 2)  | 14' Vedad Ibišević 0–1, 20' Mohammed Abdellaoue 0–2, 22' Mateusz Klich 1–2, 20' Mohammed Abdellaoue 1–3, 20' Martin Harnik 1–4 |
| 13 mei 2014 Dronten          | Asv Dronten (ama) – PEC Zwolle    | 1 – 8 (0 – 5)  | 13' Athanasios Karagounis 0–1, 28' Furdjel Narsingh 0–2, 41' Stelios Vasiliou 0–3, 45' Mustafa Saymak (p) 0–4, 45+1' Mustafa Saymak 0–5, 55' Stelios Vasiliou 0–6, 75' Boris Rasevic 0–7, 79' Stefan Nijland 0–8, 86' Ronny Jansen 1–8 |
| 17 mei 2014 Hattem           | SV Hatto Heim (ama) – PEC Zwolle  | 0 – 12 (0 – 7) | 3' Denis Mahmudov 0–1, 13' Athanasios Karagounis 0–2, 15' Stefan Nijland 0–3, 26' Denis Mahmudov 0–4, 32' Marc Plender (e.d.) 0–5, 40' Guyon Fernandez 0–6, 42' Stefan Nijland 0–7, 52' Mustafa Saymak 0–8, 58' Boris Rasevic 0–9, 61' Mustafa Saymak 0–10, 86' Fred Benson 0–11, 90' Fred Benson 0–12,                                                        |

#### Afscheidswedstrijd Arne Slot
| 27 juli 2013, 17:00                                            | Kampioensteam PEC Zwolle                       | 3 – 3 (1 – 2) | Sterrenteam                                      | Opstelling Kampioensteam PEC Zwolle | Opstelling Sterrenteam |
| Stadion: IJsseldeltastadion Toeschouwers: onbekend Bas Nijhuis | Giovanni Hiwat 18' Arne Slot 54' Arne Slot 59' |               | 4' Erik Falkenburg 43' Foeke Booy 52' Sieme Zijm |                                     |                        |
| Stadion: IJsseldeltastadion Toeschouwers: onbekend Bas Nijhuis |                                                |               |                                                  |                                     |                        |
| Stadion: IJsseldeltastadion Toeschouwers: onbekend Bas Nijhuis |                                                |               |                                                  |                                     |                        |
|                                                                |                                                |               |                                                  |                                     |                        |

### Eredivisie
| 1e speelronde | PEC Zwolle                                                                                                  | 2 - 1 (0 - 0)                | Feyenoord                                                                                 | Opstelling PEC Zwolle: |
| 4 augustus 2013 Aanvangstijd: 16:30 uur Plaats: Zwolle IJsseldeltastadion Toeschouwers: 11.324 Scheidsrechter: Serdar Gözübüyük      | Mateusz Klich 65' Guyon Fernandez 90'                                                                       | Wedstrijdverslag             | 86' Ruben Schaken                                                                         | Boer (17' Begois), Van Polen, Broerse (81' Van Hintum), Van der Werff, Achenteh, Saymak (70' Fernandez), Drost, Klich, Mokotjo, Mokhtar, Benson Saymak (69')                                                                   |
| 2e speelronde | Heracles Almelo                                                                                             | 1 - 3 (1 - 2)                | PEC Zwolle                                                                                | Opstelling PEC Zwolle: |
| 10 augustus 2013 Aanvangstijd: 18:45 uur Plaats: Almelo Polman Stadion Toeschouwers: 8.155 Scheidsrechter: Ed Janssen                | Maikel van der Werff (e.d.) 44'                                                                             | Wedstrijdverslag             | 1' Jesper Drost 13' Kamohelo Mokotjo 90' Guyon Fernandez                                  | Begois, Van Polen, Van der Werff, Lachman, Achenteh, Klich, Mokotjo, Drost, Saymak (62' Fernandez), Benson (76' Hiwat), Mokhtar (85' Nijland) Lachman (52')                                                                    |
| 3e speelronde | N.E.C. | 1 - 5 (0 - 3)                | PEC Zwolle                                                                                | Opstelling PEC Zwolle: |
| 17 augustus 2013 Aanvangstijd: 19:45 uur Plaats: Nijmegen Goffertstadion Toeschouwers: 10.100 Scheidsrechter: Pieter Vink            | Christoph Hemlein 76'                                                                                       | Wedstrijdverslag             | 15' Jesper Drost 18' Kamohelo Mokotjo 37' Fred Benson 50' Fred Benson 52' Youness Mokhtar | Begois, Van Polen, Van der Werff, Lachman, Achenteh, Klich (63' Nijland), Mokotjo (68' Van Hintum), Drost, Saymak, Benson (63' Fernandez), Mokhtar Achenteh (21'), Mokhtar (55'), Mokotjo (60'), Begois (90')                  |
| 4e speelronde | PEC Zwolle                                                                                                  | 2 - 0 (0 - 0)                | SC Cambuur                                                                                | Opstelling PEC Zwolle: |
| 24 augustus 2013 Aanvangstijd: 20:45 uur Plaats: Zwolle IJsseldeltastadion Toeschouwers: 11.000 Scheidsrechter: Björn Kuipers        | Guyon Fernandez 69' Rochdi Achenteh (pen) 78'                                                               | Wedstrijdverslag             |                                                                                           | Begois, Van Polen, Van der Werff, Lachman, Achenteh, Klich, Mokotjo, Drost (82' Gravenbeek), Saymak (46' Fernandez), Benson (74' Nijland), Mokhtar                                                                             |
| 5e speelronde | PEC Zwolle                                                                                                  | 1 - 1 (0 - 0)                | FC Utrecht                                                                                | Opstelling PEC Zwolle: |
| 1 september 2013 Aanvangstijd: 14:30 uur Plaats: Zwolle IJsseldeltastadion Toeschouwers: 11.324 Scheidsrechter: Eric Braamhaar       | Stefan Nijland 74'                                                                                          | Wedstrijdverslag             | 50' Willem Janssen                                                                        | Begois, Van Polen, Van der Werff (71' Van Hintum), Lachman, Achenteh, Klich, Mokotjo, Drost (87' Broerse), Saymak, Benson, Fernandez (59' Nijland) Lachman (50')                                                               |
| 6e speelronde | Ajax | 2 - 1 (0 - 0)                | PEC Zwolle                                                                                | Opstelling PEC Zwolle: |
| 14 september 2013 Aanvangstijd: 18:45 uur Plaats: Amsterdam Amsterdam ArenA Toeschouwers: 51.488 Scheidsrechter: Reinold Wiedemeijer | Thulani Serero 72' Maikel van der Werff (e.d.) 76'                                                          | Wedstrijdverslag             | 89' Giovanni Gravenbeek                                                                   | Begois, Van Polen, Lachman, Van der Werff (79' Labylle), Van Hintum, Mokotjo, Klich, Achenteh, Saymak, Benson (69' Fernandez) Nijland (72' Gravenbeek) Van Polen (56'), Nijland (58')                                          |
| 7e speelronde | Vitesse | 3 - 0 (1 - 0)                | PEC Zwolle                                                                                | Opstelling PEC Zwolle: |
| 22 september 2013 Aanvangstijd: 12:30 uur Plaats: Arnhem GelreDome Toeschouwers: 15.200 Scheidsrechter: Tom van Sichem               | Lucas Piazon 35' Kelvin Leerdam 68' Lucas Piazon 88'                                                        | Wedstrijdverslag             |                                                                                           | Begois, Van Polen, Lachman, Van der Werff (73' Labylle), Van Hintum, Klich, Mokotjo, Achenteh, Saymak (64' Gravenbeek), Benson (46' Fernandez), Nijland Van der Werff (10'), Achenteh (37'), Van Hintum (75'), Van Polen (86') |
| 8e speelronde | PEC Zwolle                                                                                                  | 0 - 0                        | NAC Breda                                                                                 | Opstelling PEC Zwolle: |
| 28 september 2013 Aanvangstijd: 19:45 uur Plaats: Zwolle IJsseldeltastadion Toeschouwers: 11.100 Scheidsrechter: Jochem Kamphuis     | | Wedstrijdverslag             |                                                                                           | Begois, Van Polen, Lachman, Broerse, Van Hintum, Klich, Mokotjo, Achenteh, Saymak (75' Labylle), Fernandez (46' Eloisghiri), Nijland                                                                                           |
| 9e speelronde | Roda JC Kerkrade                                                                                            | 0 - 0                        | PEC Zwolle                                                                                | Opstelling PEC Zwolle: |
| 5 oktober 2013 Aanvangstijd: 19:45 uur Plaats: Kerkrade Parkstad Limburg Stadion Toeschouwers: 14.046 Scheidsrechter: Dennis Higler  | | Wedstrijdverslag             |                                                                                           | Begois, Van Polen, Lachman, Broerse (87' Hiwat), Van Hintum (46' Labylle), Mokotjo, Klich, Achenteh, Saymak, Benson, Nijland (64' Gravenbeek)                                                                                  |
| 10e speelronde | PEC Zwolle                                                                                                  | 6 - 1 (3 - 0)                | ADO Den Haag                                                                              | Opstelling PEC Zwolle: |
| 20 oktober 2013 Aanvangstijd: 14:30 uur Plaats: Zwolle IJsseldeltastadion Toeschouwers: 12.089 Scheidsrechter: Pol van Boekel        | Mustafa Saymak 22' Mustafa Saymak 38' Fred Benson 45' Fred Benson 54' Bram van Polen 81' Giovanni Hiwat 88' | Wedstrijdverslag             | 62' Mathias Gehrt                                                                         | Begois, Van Polen, Lachman, Broerse (68' Van der Werff), Achenteh (76' Van Hintum), Mokotjo, Saymak, Klich, Hiwat, Benson, Nijland (68' Fernandez) Broerse (14')                                                               |
| 11e speelronde | PEC Zwolle                                                                                                  | 0 - 2 (0 - 1)                | AZ                                                                                        | Opstelling PEC Zwolle: |
| 27 oktober 2013 Aanvangstijd: 14:30 uur Plaats: Zwolle IJsseldeltastadion Toeschouwers: 12.218 Scheidsrechter: Ed Janssen            | | Wedstrijdverslag             | 37' (e.d.) Joost Broerse 53' Nick Viergever                                               | Begois (35' Ter Wielen), Van Polen, Lachman, Broerse (56' Van Hintum), Achenteh, Hiwat, Mokotjo, Nijland, Klich, Labylle (74' Eloisghiri), Benson                                                                              |
| 12e speelronde | PSV | 1 - 1 (1 - 1)                | PEC Zwolle                                                                                | Opstelling PEC Zwolle: |
| 2 november 2013 Aanvangstijd: 20:45 uur Plaats: Eindhoven Philips Stadion Toeschouwers: 33.100 Scheidsrechter: Pieter Vink           | Jeffrey Bruma 3'                                                                                            | Wedstrijdverslag             | 14' Fred Benson                                                                           | Ter Wielen, Gravenbeek (69' Van Hintum), Lachman, Broerse, Achenteh, Hiwat (79' Narsingh), Mokotjo, Saymak, Klich, Thomas (90+1' Van der Werff), Benson Achenteh (20') Benson (7', 85')                                        |
| 13e speelronde | PEC Zwolle                                                                                                  | 1 - 1 (0 - 0)                | FC Twente                                                                                 | Opstelling PEC Zwolle: |
| 10 november 2013 Aanvangstijd: 12:30 uur Plaats: Zwolle IJsseldeltastadion Toeschouwers: 12.400 Scheidsrechter: Kevin Blom           | Guyon Fernandez 49'                                                                                         | Wedstrijdverslag             | 72' Quincy Promes                                                                         | Boer, Gravenbeek, Lachman, Broerse, Achenteh, Hiwat, Mokotjo, Saymak, Klich (77' Nijland), Thomas (82' Labylle), Fernandez (69' Narsingh) Fernandez (47'), Gravenbeek (53')                                                    |
| 14e speelronde | FC Groningen                                                                                                | 0 - 0                        | PEC Zwolle                                                                                | Opstelling PEC Zwolle: |
| 24 november 2013 Aanvangstijd: 14:30 uur Plaats: Groningen Euroborg Toeschouwers: 21.453 Scheidsrechter: Dennis Higler               | | Wedstrijdverslag             |                                                                                           | Boer, Gravenbeek, Lachman, Broerse, Achenteh, Hiwat, Mokotjo, Saymak, Thomas (84' Van Hintum), Nijland (82' Labylle), Benson Achenteh (46')                                                                                    |
| 15e speelronde | PEC Zwolle                                                                                                  | 1 - 1 (1 - 0)                | RKC Waalwijk                                                                              | Opstelling PEC Zwolle: |
| 30 november 2013 Aanvangstijd: 18:45 uur Plaats: Zwolle IJsseldeltastadion Toeschouwers: 12.140 Scheidsrechter: Jochem Kamphuis      | Mustafa Saymak 45'                                                                                          | Wedstrijdverslag             | 51' Aurélien Joachim                                                                      | Boer, Gravenbeek, Lachman, Broerse, Van Hintum, Hiwat, Mokotjo, Saymak, Thomas (46' Drost), Nijland (75' Rasevic), Benson (87' Van Polen) Thomas (14'), Boer (51')                                                             |
| 16e speelronde | Go Ahead Eagles                                                                                             | 4 - 1 (2 - 0)                | PEC Zwolle                                                                                | Opstelling PEC Zwolle: |
| 8 december 2013 Aanvangstijd: 14:30 uur Plaats: Deventer De Adelaarshorst Toeschouwers: 7.731 Scheidsrechter: Pol van Boekel         | Doke Schmidt 6' Erik Falkenburg 15' Jarchinio Antonia 57' Jop van der Linden (pen) 70'                      | IJsselderby Wedstrijdverslag | 74' Stefan Nijland                                                                        | Boer, Gravenbeek, Lachman, Broerse (25' Van der Werff), Achenteh, Hiwat, Mokotjo, Drost (46' Klich), Thomas, Saymak (63' Nijland), Benson Broerse (8'), Klich (88')                                                            |
| 17e speelronde | PEC Zwolle                                                                                                  | 1 - 2 (0 - 1)                | sc Heerenveen                                                                             | Opstelling PEC Zwolle: |
| 13 december 2013 Aanvangstijd: 20:00 uur Plaats: Zwolle IJsseldeltastadion Toeschouwers: 12.500 Scheidsrechter: Jeroen Sanders       | Joost Broerse 55'                                                                                           | Wedstrijdverslag             | 32' (pen) Alfreð Finnbogason 69' Alfreð Finnbogason                                       | Boer, Van Polen, Lachman, Broerse, Achenteh, Hiwat (79' Rasevic), Mokotjo, Drost (68' Nijland), Thomas, Klich (68' Gravenbeek), Benson Boer (31'), Thomas (90+3')                                                              |
| 18e speelronde | Feyenoord                                                                                                   | 3 - 0 (2 - 0)                | PEC Zwolle                                                                                | Opstelling PEC Zwolle: |
| 21 december 2013 Aanvangstijd: 20:45 uur Plaats: Rotterdam Stadion Feijenoord Toeschouwers: 47.500 Scheidsrechter: Serdar Gözübüyük  | Lex Immers 33' Lex Immers 39' Jean-Paul Boëtius 55'                                                         | Wedstrijdverslag             |                                                                                           | Boer, Van Polen, Van der Werff, Broerse, Achenteh (46' Van Hintum), Saymak (46' Hiwat), Mokotjo, Drost (46' Nijland), Klich, Thomas, Benson Nijland (51'), Van Hintum (58'), Thomas (77')                                      |
| 19e speelronde | PEC Zwolle                                                                                                  | 1 - 2 (1 - 1)                | SBV Vitesse                                                                               | Opstelling PEC Zwolle: |
| 18 januari 2014 Aanvangstijd: 19:45 uur Plaats: Zwolle IJsseldeltastadion Toeschouwers: 12.350 Scheidsrechter: Richard Liesveld      | Guyon Fernandez 10'                                                                                         | Wedstrijdverslag             | 3' Christian Atsu 90' Patrick van Aanholt                                                 | Boer, Van Polen, Van der Werff, Broerse, Van Hintum, Klich, Mokotjo, Drost (84' Mustafa Saymak), Hiwat (63' Karagounis), Fernandez (73' Benson), Thomas Van Hintum (12'), Drost (43'), Karagounis (86')                        |
| 20e speelronde | NAC Breda                                                                                                   | 1 - 2 (1 - 0)                | PEC Zwolle                                                                                | Opstelling PEC Zwolle: |
| 25 januari 2014 Aanvangstijd: 19:45 uur Plaats: Breda Rat Verlegh Stadion Toeschouwers: 18.150 Scheidsrechter: Dennis Higler         | Joey Suk 19'                                                                                                | Wedstrijdverslag             | 50' (pen) Guyon Fernandez 75' Mustafa Saymak                                              | Boer, Van Polen, Van der Werff, Broerse, Van Hintum, Klich, Mokotjo, Drost (46' Karagounis), Saymak (89' Gravenbeek), Fernandez, Thomas (65' Mahmudov) Klich (83')                                                             |
| 21e speelronde | PEC Zwolle                                                                                                  | 3 - 1 (1 - 0)                | Roda JC Kerkrade                                                                          | Opstelling PEC Zwolle: |
| 1 februari 2014 Aanvangstijd: 19:45 uur Plaats: Zwolle IJsseldeltastadion Toeschouwers: 12.280 Scheidsrechter: Björn Kuipers         | Ryan Thomas 19' Guyon Fernandez (pen) 77' Fred Benson 90'                                                   | Wedstrijdverslag             | 62' Mitchell Donald                                                                       | Boer, Van Polen, Van der Werff (46' Lachman (67' Gravenbeek)), Broerse, Van Hintum, Mokotjo, Klich, Thomas, Saymak (73' Benson), Karagounis, Fernandez Klich (89')                                                             |
| 22e speelronde | FC Utrecht                                                                                                  | 1 - 2 (1 - 0)                | PEC Zwolle                                                                                | Opstelling PEC Zwolle: |
| 6 februari 2014 Aanvangstijd: 18:45 uur Plaats: Utrecht Stadion Galgenwaard Toeschouwers: 15.831 Scheidsrechter: Jeroen Sanders      | Juan Agudelo 24'                                                                                            | Wedstrijdverslag             | 74' Denis Mahmudov 77' Fred Benson                                                        | Boer, Van Polen, Sainsbury (72' Mahmudov), Broerse, Van Hintum, Gravenbeek, Drost, Klich (71' Nijland), Karagounis (46' Benson), Fernandez, Saymak Broerse (66')                                                               |
| 23e speelronde | PEC Zwolle                                                                                                  | 1 - 1 (1 - 1)                | Ajax                                                                                      | Opstelling PEC Zwolle: |
| 9 februari 2014 Aanvangstijd: 14:30 uur Plaats: Zwolle IJsseldeltastadion Toeschouwers: 12.500 Scheidsrechter: Eric Braamhaar        | Guyon Fernandez 36'                                                                                         | Wedstrijdverslag             | 7' Davy Klaassen                                                                          | Boer, Gravenbeek, Van Polen, Broerse, Van Hintum, Klich, Drost, Saymak, Karagounis (89' Nijland), Fernandez (62' Benson), Mahmudov (74' Thomas)                                                                                |
| 24e speelronde | SC Cambuur                                                                                                  | 3 - 1 (2 - 0)                | PEC Zwolle                                                                                | Opstelling PEC Zwolle: |
| 16 februari 2014 Aanvangstijd: 12:30 uur Plaats: Leeuwarden Cambuurstadion Toeschouwers: 9.739 Scheidsrechter: Jeroen Manschot       | Marcel Ritzmaier 9' Martijn Barto 40' Martijn Barto 51'                                                     | Wedstrijdverdslag            | 78' Mateusz Klich                                                                         | Boer, Gravenbeek (46' Van der Werff), Van Polen, Broerse (73' Pereira), Van Hintum, Klich, Drost, Saymak, Karagounis, Fernandez (46' Mahmudov), Thomas Broerse (10'), Van Polen (66'), Karagounis (70')                        |
| 25e speelronde | PEC Zwolle                                                                                                  | 1 - 1 (0 - 1)                | Heracles Almelo                                                                           | Opstelling PEC Zwolle: |
| 22 februari 2014 Aanvangstijd: 19:45 uur Plaats: Zwolle IJsseldeltastadion Toeschouwers: 12.100 Scheidsrechter: Kevin Blom           | Furdjel Narsingh 90'                                                                                        | Wedstrijdverslag             | 40' Jeroen Veldmate                                                                       | Boer, Van Polen, Van der Werff, Broerse, Van Hintum, Klich, Saymak, Drost, Karagounis (65' Narsingh), Fernandez (87' Nijland), Mahmudov (38' Benson) Van Hintum (26'), Saymak (62')                                            |
| 26e speelronde | PEC Zwolle                                                                                                  | 3 - 3 (2 - 1)                | N.E.C.                                                                                    | Opstelling PEC Zwolle: |
| 1 maart 2014 Aanvangstijd: 18:45 uur Plaats: Zwolle IJsseldeltastadion Toeschouwers: 12.100 Scheidsrechter: Dennis Higler            | Guyon Fernandez 6' Mateusz Klich 35' Joost Broerse 57'                                                      | Wedstrijdverslag             | 43' Søren Rieks 46' Michael Higdon 69' Søren Rieks                                        | Boer, Van Polen, Van der Werff, Broerse, Van Hintum, Klich, Saymak (90' Gravenbeek), Drost, Karagounis (56' Narsingh), Fernandez (71' Benson), Thomas                                                                          |
| 27e speelronde | sc Heerenveen                                                                                               | 3 - 0 (1 - 0)                | PEC Zwolle                                                                                | Opstelling PEC Zwolle: |
| 8 maart 2014 Aanvangstijd: 19:45 uur Plaats: Heerenveen Abe Lenstra Stadion Toeschouwers: 22.959 Scheidsrechter: Ed Janssen          | Bilal Başacıkoğlu 37' Rajiv van La Parra 68' Alfreð Finnbogason 77'                                         | Wedstrijdverslag             |                                                                                           | Begois, Van Polen, Van der Werff, Broerse, Van Hintum, Karagounis (66' Narsingh), Saymak (74' Nijland), Drost, Thomas (84' Fennich), Hiwat, Benson Karagounis (41'), Van Polen (48')                                           |
| 28e speelronde | PEC Zwolle                                                                                                  | 2 - 0 (1 - 0)                | Go Ahead Eagles                                                                           | Opstelling PEC Zwolle: |
| 16 maart 2014 Aanvangstijd: 14:30 uur Plaats: Zwolle IJsseldeltastadion Toeschouwers: 12.500 Scheidsrechter: Serdar Gözübüyük        | Jesper Drost 45' Guyon Fernandez 90'                                                                        | IJsselderby Wedstrijdverslag |                                                                                           | Boer, Van Polen, Van der Werff, Broerse (77' Lachman), Van Hintum, Hiwat (72' Narsingh), Mokotjo (61' Mahmudov), Drost, Klich, Thomas, Fernandez                                                                               |
| 29e speelronde | AZ | 2 - 1 (2 - 1)                | PEC Zwolle                                                                                | Opstelling PEC Zwolle: |
| 23 maart 2014 Aanvangstijd: 20:00 uur Plaats: Alkmaar AFAS Stadion Toeschouwers: 15.285 Scheidsrechter: Bas Nijhuis                  | Steven Berghuis 6' Nemanja Gudelj 14'                                                                       | Wedstrijdverslag             | 43' Mustafa Saymak                                                                        | Boer, Van Polen, Van der Werff, Lachman (46' Broerse), Van Hintum, Saymak, Mokotjo (46' Klich), Drost, Karagounis, Benson, Mahmudov (73' Hiwat) Van Polen (32'), Broerse (74')                                                 |
| 30e speelronde | ADO Den Haag                                                                                                | 1 - 1 (1 - 1)                | PEC Zwolle                                                                                | Opstelling PEC Zwolle: |
| 30 maart 2014 Aanvangstijd: 16:30 uur Plaats: Den Haag Kyocera Stadion Toeschouwers: 11.711 Scheidsrechter: Jochem Kamphuis          | Roland Alberg 42'                                                                                           | Wedstrijdverslag             | 21' Maikel van der Werff                                                                  | Begois (46' Ter Wielen), Gravenbeek, Lachman, Van der Werff, Van Hintum, Saymak, Nijland (83' Benson), Mokotjo, Drost, Narsingh (57' Karagounis), Fernandez Saymak (47'), Nijland (50')                                        |
| 31e speelronde | PEC Zwolle                                                                                                  | 0 - 1 (0 - 0)                | FC Groningen                                                                              | Opstelling PEC Zwolle: |
| 4 april 2014 Aanvangstijd: 20:00 uur Plaats: Zwolle IJsseldeltastadion Toeschouwers: 12.500 Scheidsrechter: Pol van Boekel           | | Wedstrijdverslag             | 70' Eric Botteghin                                                                        | Boer, Van Polen, Van der Werff, Lachman, Van Hintum, Gravenbeek, Drost, Klich (66' Nijland), Narsingh (46' Fernandez), Benson, Thomas (83' Broerse) Lachman (37'), Van Polen (70')                                             |
| 32e speelronde | RKC Waalwijk                                                                                                | 1 - 1 (0 - 0)                | PEC Zwolle                                                                                | Opstelling PEC Zwolle: |
| 13 april 2014 Aanvangstijd: 14:30 uur Plaats: Waalwijk Mandemakers Stadion Toeschouwers: 6.671 Scheidsrechter: Pieter Vink           | Daniël de Ridder 57'                                                                                        | Wedstrijdverslag             | 66' Mateusz Klich                                                                         | Boer, Van Polen, Lachman, Broerse, Van Hintum, Saymak (68' Fernandez), Mokotjo, Drost, Klich (69' Gravenbeek), Thomas (46' Narsingh), Benson Van Polen (82')                                                                   |
| 33e speelronde | PEC Zwolle                                                                                                  | 1 - 2 (0 - 1)                | PSV                                                                                       | Opstelling PEC Zwolle: |
| 27 april 2014 Aanvangstijd: 14:30 uur Plaats: Zwolle IJsseldeltastadion Toeschouwers: 12.350 Scheidsrechter: Danny Makkelie          | Mustafa Saymak 62'                                                                                          | Wedstrijdverslag             | 21' Jürgen Locadia 74' Bryan Ruiz                                                         | Boer, Gravenbeek, Lachman, Van der Werff, Van Hintum, Saymak, Mokotjo, Drost, Klich (77' Nijland), Thomas (58' Narsingh), Fernandez (70' Benson) Van Hintum (80')                                                              |
| 34e speelronde | FC Twente                                                                                                   | 2 - 2 (2 - 1)                | PEC Zwolle                                                                                | Opstelling PEC Zwolle: |
| 3 mei 2014 Aanvangstijd: 18:45 uur Plaats: Enschede De Grolsch Veste Toeschouwers: 29.800 Scheidsrechter: Jochem Kamphuis            | Kyle Ebecilio 21' Dušan Tadić 28'                                                                           | Wedstrijdverslag             | 27' Athanasios Karagounis 71' Furdjel Narsingh                                            | Boer, Van der Werff, Lachman, Broerse, Gravenbeek, Drost, Mokotjo (69' Narsingh), Klich, Karagounis (65' Thomas), Fernandez (77' Benson), Saymak Karagounis (38')                                                              |

### KNVB Beker
| 2e ronde | PEC Zwolle | 2 – 0 (1 – 0)    | Fortuna Sittard                                                       | Opstelling PEC Zwolle: |
| 25 september 2013 Aanvangstijd: 20:00 uur Plaats: Zwolle IJsseldeltastadion Toeschouwers: 7.600 Scheidsrechter: Jeroen Sanders    | Rochdi Achenteh 20' Joost Broerse 86'                                                                         |                  |                                                                       | Begois, Van Polen (59' Saymak), Lachman, Broerse, Van Hintum, Mokotjo, Achenteh (87' Eloisghiri), Gravenbeek, Klich, Nijland (64' Labylle), Fernandez                   |
| 3e ronde | PEC Zwolle | 4 – 0 (4 – 0)    | Wilhelmina '08                                                        | Opstelling PEC Zwolle: |
| 30 oktober 2013 Aanvangstijd: 20:00 uur Plaats: Zwolle IJsseldeltastadion Toeschouwers: 4.507 Scheidsrechter: Reinold Wiedemeijer | Ryan Thomas 7' Giovanni Hiwat 17' Darryl Lachman 23' Fred Benson 26'                                          | Wedstrijdverslag |                                                                       | Ter Wielen, Van Hintum, Lachman (46' Broerse), Van der Werff, Gravenbeek, Mokotjo (46' Achenteh), Klich, Thomas, Benson, Hiwat (61' Narsingh), Labylle                  |
| 1/8 finale | Excelsior | 1 – 4 (0 – 2)    | PEC Zwolle                                                            | Opstelling PEC Zwolle: |
| 17 december 2013 Aanvangstijd: 20:00 uur Plaats: Rotterdam Stadion Woudestein Toeschouwers: 2.467 Scheidsrechter: Ed Janssen      | Lars Veldwijk 78'                                                                                             | Wedstrijdverslag | 8' Fred Benson 10' Fred Benson 76' Giovanni Hiwat 83' Rochdi Achenteh | Boer (46' Begois), Van Polen (62' Gravenbeek), Lachman (61' Broerse), Van der Werff, Van Hintum, Hiwat, Achenteh, Mokotjo, Drost, Thomas, Benson Drost (86')            |
| Kwartfinale | PEC Zwolle | 5 – 1 (3 – 0)    | JVC Cuijk                                                             | Opstelling PEC Zwolle: |
| 22 januari 2014 Aanvangstijd: 18:45 uur Plaats: Zwolle IJsseldeltastadion Toeschouwers: 6.575 Scheidsrechter: Jochem Kamphuis     | Bart van Hintum 3' Maikel van der Werff 16' Joris van Gerwen (e.d.) 19' Denis Mahmudov 60' Denis Mahmudov 78' | Wedstrijdverslag | 70' Kevin van Veen                                                    | Boer, Van Polen, Van der Werff, Broerse, Van Hintum, Saymak, Mokotjo, Drost, Hiwat (67' Gravenbeek), Benson (46' Mahmudov), Thomas (46' Karagounis) Van der Werff (51') |
| Halve finale | PEC Zwolle | 2 – 1 (1 – 1)    | N.E.C.                                                                | Opstelling PEC Zwolle: |
| 26 maart 2014 Aanvangstijd: 20:45 uur Plaats: Zwolle IJsseldeltastadion Toeschouwers: 10.800 Scheidsrechter: Danny Makkelie       | Jesper Drost 29' Maikel van der Werff 81'                                                                     | Wedstrijdverslag | 39' Kevin Conboy                                                      | Boer, Van Polen, Van der Werff, Broerse, Van Hintum, Mokotjo, Drost, Klich (87' Lachman), Karagounis, Fernandez, Thomas (73' Narsingh) Boer (90+2')                     |
| Finale | PEC Zwolle | 5 – 1 (4 – 1)    | Ajax                                                                  | Opstelling PEC Zwolle: |
| 20 april 2014 Aanvangstijd: 18:00 uur Plaats: Rotterdam De Kuip Toeschouwers: 42.500 Scheidsrechter: Bas Nijhuis                  | Ryan Thomas 8' Ryan Thomas 12' Guyon Fernandez 22' Guyon Fernandez 34' Bram van Polen 50'                     | Wedstrijdverslag | 3' Ricardo van Rhijn                                                  | Boer, Van Polen, Van der Werff, Broerse (71' Lachman), Van Hintum, Mokotjo, Drost, Klich, Saymak (64' Narsingh), Fernandez, Thomas (83' Gravenbeek) Van Polen (24')     |

## Selectie en technische staf

### Selectie 2013/14
| Nr.                       | Nat.                           | Naam                     | Competitie | Competitie | Beker      | Beker      | Play-offs  | Play-offs  | Totaal     | Totaal     | Contract   | Seizoen    | Vorige club            | Debuut            |
| Nr.                       | Nat.                           | Naam                     | W          |            | W          |            | W          |            | W          |            | Contract   | Seizoen    | Vorige club            | Debuut            |
| Doelmannen                | Doelmannen                     | Doelmannen               | Doelmannen | Doelmannen | Doelmannen | Doelmannen | Doelmannen | Doelmannen | Doelmannen | Doelmannen | Doelmannen | Doelmannen | Doelmannen             | Doelmannen        |
| ------------------------- | ------------------------------ | ------------------------ | ---------- | ---------- | ---------- | ---------- | ---------- | ---------- | ---------- | ---------- | ---------- | ---------- | ---------------------- | ----------------- |
| 16                        | Vlag van België                | Kevin Begois             | 14         | 0          | 2          | 0          | 0          | 0          | 16         | 0          | 2015       | 1e         | FC Den Bosch           | 4 augustus 2013   |
| 1                         | Vlag van Nederland             | Diederik Boer            | 20         | 0          | 4          | 0          | 0          | 0          | 24         | 0          | 2016       | 13e        | Jeugd                  | 8 maart 2003      |
| 21                        | Vlag van Nederland             | Leon ter Wielen          | 3          | 0          | 1          | 0          | 0          | 0          | 4          | 0          | 2014       | 4e         | BV Veendam             | 18 april 2011     |
| Verdedigers               |                                |                          |            |            |            |            |            |            |            |            |            |            |                        |                   |
| 14                        | Vlag van Nederland             | Joost Broerse            | 27         | 2          | 6          | 1          | 0          | 0          | 33         | 3          | 2015       | 2e         | Excelsior              | 11 augustus 2012  |
| 28                        | Vlag van Nederland             | Haico Epe                | 0          | 0          | 0          | 0          | 0          | 0          | 0          | 0          | 2015       | 2e         | Jeugd                  | —                 |
| 38                        | Vlag van Nederland             | Giovanni Gravenbeek      | 21         | 1          | 5          | 0          | 0          | 0          | 26         | 1          | 2014       | 2e         | Willem II              | 11 augustus 2012  |
| 5                         | Vlag van Nederland             | Bart van Hintum          | 28         | 0          | 6          | 1          | 0          | 0          | 34         | 1          | 2016       | 3e         | FC Dordrecht           | 19 augustus 2011  |
| 3                         | Vlag van Nederland             | Darryl Lachman           | 24         | 0          | 5          | 1          | 0          | 0          | 29         | 1          | 2014       | 3e         | FC Groningen           | 5 augustus 2011   |
| 40                        | Vlag van Nederland             | Steven Fernandes Pereira | 1          | 0          | 0          | 0          | 0          | 0          | 1          | 0          | Amateur    | 1e         | Jeugd                  | 16 februari 2014  |
| 2                         | Vlag van Nederland             | Bram van Polen           | 27         | 1          | 5          | 1          | 0          | 0          | 32         | 2          | 2015       | 7e         | Vitesse                | 12 oktober 2007   |
| 15                        | Vlag van Australië             | Trent Sainsbury          | 1          | 0          | 0          | 0          | 0          | 0          | 1          | 0          | 2016       | 1e         | Central Coast Mariners | 6 februari 2014   |
| 4                         | Vlag van Nederland             | Maikel van der Werff     | 24         | 1          | 5          | 2          | 0          | 0          | 29         | 3          | 2015       | 2e         | FC Volendam            | 10 maart 2013     |
| Middenvelders             |                                |                          |            |            |            |            |            |            |            |            |            |            |                        |                   |
| 8                         | Vlag van Nederland             | Rochdi Achenteh          | 17         | 1          | 3          | 2          | 0          | 0          | 20         | 3          | -          | 3e         | FC Eindhoven           | 5 augustus 2011   |
| 43                        | Vlag van Polen                 | Mateusz Klich            | 30         | 3          | 4          | 0          | 0          | 0          | 34         | 3          | 2015       | 2e         | VfL Wolfsburg          | 10 februari 2013  |
| 33                        | Vlag van België                | Leroy Labylle            | 7          | 0          | 2          | 0          | 0          | 0          | 9          | 0          | 2016       | 1e         | MVV Maastricht         | 14 september 2013 |
| 22                        | Vlag van Zuid-Afrika           | Kamohelo Mokotjo         | 26         | 2          | 6          | 0          | 0          | 0          | 32         | 2          | 2016       | 1e         | Feyenoord              | 4 augustus 2013   |
| 10                        | Vlag van Nederland             | Stefan Nijland           | 22         | 2          | 1          | 0          | 0          | 0          | 23         | 2          | 2016       | 1e         | PSV                    | 10 augustus 2013  |
| 30                        | Vlag van Nieuw-Zeeland         | Ryan Thomas              | 19         | 1          | 5          | 3          | 0          | 0          | 24         | 4          | 2018       | 1e         | Olé Football Academy   | 2 november 2013   |
| 29                        | Vlag van Bosnië en Herzegovina | Boris Rasevic            | 2          | 0          | 0          | 0          | 0          | 0          | 2          | 0          | Amateur    | 1e         | Jeugd                  | 30 november 2013  |
| 24                        | Vlag van Duitsland             | Theo Vogelsang           | 0          | 0          | 0          | 0          | 0          | 0          | 0          | 0          | Amateur    | 1e         | Kickers Offenbach      | -                 |
| Aanvallers                |                                |                          |            |            |            |            |            |            |            |            |            |            |                        |                   |
| 9                         | Vlag van Nederland             | Fred Benson              | 30         | 7          | 3          | 3          | 0          | 0          | 33         | 10         | 2014       | 2e         | Lechia Gdańsk          | 11 augustus 2012  |
| 11                        | Vlag van Nederland             | Jesper Drost             | 24         | 3          | 4          | 1          | 0          | 0          | 28         | 4          | 2017       | 4e         | Jeugd                  | 21 januari 2011   |
| 17                        | Vlag van Nederland             | Mimoun Eloisghiri        | 2          | 0          | 1          | 0          | 0          | 0          | 3          | 0          | -          | 2e         | FC Presikhaaf (ama)    | 4 november 2012   |
| 18                        | Vlag van Nederland             | Guyon Fernandez          | 24         | 10         | 3          | 2          | 0          | 0          | 27         | 12         | Huur       | 1e         | Feyenoord              | 4 augustus 2013   |
| 19                        | Vlag van Nederland             | Giovanni Hiwat           | 15         | 1          | 3          | 2          | 0          | 0          | 18         | 3          | 2014       | 3e         | SC Cambuur             | 5 augustus 2011   |
| 8                         | Vlag van Griekenland           | Athanasios Karagounis    | 12         | 1          | 2          | 0          | 0          | 0          | 14         | 1          | 2016       | 1e         | Atromitos FC           | 18 januari 2014   |
| 17                        | Vlag van Noord-Macedonië       | Denis Mahmudov           | 7          | 1          | 1          | 2          | 0          | 0          | 8          | 3          | 2015       | 1e         | Excelsior '31 (ama)    | 26 januari 2014   |
| 30                        | Vlag van Nederland             | Youness Mokhtar          | 4          | 1          | 0          | 0          | 0          | 0          | 4          | 1          | -          | 2e         | FC Eindhoven           | 25 augustus 2012  |
| 7                         | Vlag van Nederland             | Furdjel Narsingh         | 10         | 2          | 3          | 0          | 0          | 0          | 13         | 2          | 2014       | 3e         | Telstar                | 5 augustus 2011   |
| 15                        | Vlag van Nederland             | Ronnie Reniers           | 0          | 0          | 0          | 0          | 0          | 0          | 0          | 0          | 2015       | 2e         | FC Den Bosch           | 11 augustus 2012  |
| 6                         | Vlag van Nederland             | Mustafa Saymak           | 30         | 6          | 3          | 0          | 0          | 0          | 33         | 6          | 2016       | 3e         | Jeugd                  | 5 augustus 2011   |
| 37                        | Vlag van Nederland             | Youssef Fennich          | 1          | 0          | 0          | 0          | 0          | 0          | 1          | 0          | Amateur    | 1e         | Jeugd                  | 8 maart 2014      |
| 34                        | Vlag van Nederland             | Adil Tihouna             | 0          | 0          | 0          | 0          | 0          | 0          | 0          | 0          | Amateur    | 1e         | Jeugd                  | —                 |
| Nr.                       | Nat.                           | Naam                     | W          |            | W          |            | W          |            | W          |            | Contract   | Seizoen    | Vorige club            | Debuut            |
| Nr.                       | Nat.                           | Naam                     | Competitie | Competitie | Beker      | Beker      | Play-offs  | Play-offs  | Totaal     | Totaal     | Contract   | Seizoen    | Vorige club            | Debuut            |
| Bijgewerkt tot 4 mei 2014 |                                |                          |            |            |            |            |            |            |            |            |            |            |                        |                   |

### Technische staf
| Naam                | Functie           |
| ------------------- | ----------------- |
| Ron Jans            | Hoofdtrainer      |
| René Hake           | Assistent-Trainer |
| Gert Peter de Gunst | Assistent-Trainer |
| Sjaak Storm         | Keeperstrainer    |
| Erwin Vloedgraven   | Verzorger         |
| Jenny Venema        | Verzorger         |
| Jos Lemmens         | Clubarts          |
| Mineke Vegter       | Clubarts          |
| Arjan Louwen        | Fysiotherapeut    |
| Isaak Teunis        | Teambegeleider    |
| Jacco Teunis        | Teambegeleider    |

## Statistieken PEC Zwolle 2013/2014

### Eindstand PEC Zwolle in de Nederlandse Eredivisie 2013 / 2014
| Stand | Gespeeld | Gewonnen | Gelijk | Verloren | Punten | Doelpunten voor | Doelpunten tegen | Gele kaarten | Rode kaarten |
| ----- | -------- | -------- | ------ | -------- | ------ | --------------- | ---------------- | ------------ | ------------ |
| 11e   | 34       | 9        | 13     | 12       | 40     | 47              | 49               | 49           | 1            |

### Topscorers
| #      | Naam                  | Goal |
| ------ | --------------------- | ---- |
| 1.     | Guyon Fernandez       | 10   |
| 2.     | Fred Benson           | 7    |
| 3.     | Mustafa Saymak        | 6    |
| 4.     | Mateusz Klich         | 4    |
| 5.     | Jesper Drost          | 3    |
| 6.     | Joost Broerse         | 2    |
| 6.     | Kamohelo Mokotjo      | 2    |
| 6.     | Furdjel Narsingh      | 2    |
| 6.     | Stefan Nijland        | 2    |
| 10.    | Rochdi Achenteh       | 1    |
| 10.    | Giovanni Gravenbeek   | 1    |
| 10.    | Giovanni Hiwat        | 1    |
| 10.    | Athanasios Karagounis | 1    |
| 10.    | Denis Mahmudov        | 1    |
| 10.    | Youness Mokhtar       | 1    |
| 10.    | Bram van Polen        | 1    |
| 10.    | Ryan Thomas           | 1    |
| 10.    | Maikel van der Werff  | 1    |
| Totaal | Totaal                | 47   |

| #              | Naam                         | Goal |
| -------------- | ---------------------------- | ---- |
| 1.             | Fred Benson                  | 3    |
| 1.             | Ryan Thomas                  | 3    |
| 3.             | Rochdi Achenteh              | 2    |
| 3.             | Guyon Fernandez              | 2    |
| 3.             | Giovanni Hiwat               | 2    |
| 3.             | Denis Mahmudov               | 2    |
| 3.             | Maikel van der Werff         | 2    |
| 8.             | Joost Broerse                | 1    |
| 8.             | Jesper Drost                 | 1    |
| 8.             | Bart van Hintum              | 1    |
| 8.             | Darryl Lachman               | 1    |
| 8.             | Bram van Polen               | 1    |
| Eigen doelpunt |                              |      |
| –              | Joris van Gerwen (JVC Cuijk) | 1    |
| Totaal         | Totaal                       | 22   |

| #                | Naam                          | Goal |
| ---------------- | ----------------------------- | ---- |
| 1.               | Fred Benson                   | 14   |
| 2.               | Mustafa Saymak                | 12   |
| 3.               | Boris Rasevic                 | 7    |
| 4.               | Jesper Drost                  | 6    |
| 4.               | Giovanni Hiwat                | 6    |
| 6.               | Stefan Nijland                | 5    |
| 7.               | Furdjel Narsingh              | 4    |
| 8.               | Guyon Fernandez               | 3    |
| 9.               | Giovanni Gravenbeek           | 2    |
| 9.               | Bart van Hintum               | 2    |
| 9.               | Daniel Islamovic (Testspeler) | 2    |
| 9.               | Athanasios Karagounis         | 2    |
| 9.               | Mateusz Klich                 | 2    |
| 9.               | Denis Mahmudov                | 2    |
| 9.               | Youness Mokhtar               | 2    |
| 9.               | Stelios Vasiliou (Testspeler) | 2    |
| 17.              | Rochdi Achenteh               | 1    |
| 17.              | Leroy Labylle                 | 1    |
| 17.              | Darryl Lachman                | 1    |
| 17.              | Kamohelo Mokotjo              | 1    |
| 17.              | Frank Olijve (Testspeler)     | 1    |
| 17.              | Ryan Thomas                   | 1    |
| 17.              | Maikel van der Werff          | 1    |
| Eigen doelpunten |                               |      |
| –                | Marco Bouwhuis (Olympia '28)  | 1    |
| –                | Calvin Mac-Intosch (Telstar)  | 1    |
| –                | Marc Plender (Hatto Heim)     | 1    |
| Totaal           | Totaal                        | 81   |

### Kaarten
| #      | Naam                  |    |
| ------ | --------------------- | -- |
| 1.     | Bram van Polen        | 7  |
| 2.     | Joost Broerse         | 5  |
| 2.     | Bart van Hintum       | 5  |
| 4.     | Rochdi Achenteh       | 4  |
| 4.     | Athanasios Karagounis | 4  |
| 6.     | Mateusz Klich         | 3  |
| 6.     | Darryl Lachman        | 3  |
| 6.     | Stefan Nijland        | 3  |
| 6.     | Mustafa Saymak        | 3  |
| 6.     | Ryan Thomas           | 3  |
| 11.    | Diederik Boer         | 2  |
| 12.    | Kevin Begois          | 1  |
| 12.    | Jesper Drost          | 1  |
| 12.    | Guyon Fernandez       | 1  |
| 12.    | Giovanni Gravenbeek   | 1  |
| 12.    | Youness Mokhtar       | 1  |
| 12.    | Kamohelo Mokotjo      | 1  |
| 12.    | Maikel van der Werff  | 1  |
| Totaal | Totaal                | 49 |

| #      | Naam        |   |
| ------ | ----------- | - |
| 1.     | Fred Benson | 1 |
| Totaal | Totaal      | 1 |

| #      | Naam        |   |
| ------ | ----------- | - |
| 1.     | Geen speler | 0 |
| Totaal | Totaal      | 0 |

| # | Reden                                          |
| - | ---------------------------------------------- |
|   | Heeft de club in het lopende seizoen verlaten. |

### Punten per speelronde
| Speelronde | 1 | 2 | 3 | 4 | 5 | 6 | 7 | 8 | 9 | 10 | 11 | 12 | 13 | 14 | 15 | 16 | 17 | 18 | 19 | 20 | 21 | 22 | 23 | 24 | 25 | 26 | 27 | 28 | 29 | 30 | 31 | 32 | 33 | 34 |
| ---------- | - | - | - | - | - | - | - | - | - | -- | -- | -- | -- | -- | -- | -- | -- | -- | -- | -- | -- | -- | -- | -- | -- | -- | -- | -- | -- | -- | -- | -- | -- | -- |
| Punten     | 3 | 3 | 3 | 3 | 1 | 0 | 0 | 1 | 1 | 3  | 0  | 1  | 1  | 1  | 1  | 0  | 0  | 0  | 0  | 3  | 3  | 3  | 1  | 0  | 1  | 1  | 0  | 3  | 0  | 1  | 0  | 1  | 0  | 1  |

### Punten na speelronde
| Speelronde | 1 | 2 | 3 | 4  | 5  | 6  | 7  | 8  | 9  | 10 | 11 | 12 | 13 | 14 | 15 | 16 | 17 | 18 | 19 | 20 | 21 | 22 | 23 | 24 | 25 | 26 | 27 | 28 | 29 | 30 | 31 | 32 | 33 | 34 |
| ---------- | - | - | - | -- | -- | -- | -- | -- | -- | -- | -- | -- | -- | -- | -- | -- | -- | -- | -- | -- | -- | -- | -- | -- | -- | -- | -- | -- | -- | -- | -- | -- | -- | -- |
| Punten     | 3 | 6 | 9 | 12 | 13 | 13 | 13 | 14 | 15 | 18 | 18 | 19 | 20 | 21 | 22 | 22 | 22 | 22 | 22 | 25 | 28 | 31 | 32 | 32 | 33 | 34 | 34 | 37 | 37 | 38 | 38 | 39 | 39 | 40 |

### Stand na speelronde
| Speelronde | 1  | 2  | 3  | 4  | 5  | 6  | 7  | 8  | 9  | 10 | 11 | 12 | 13 | 14 | 15 | 16 | 17  | 18  | 19  | 20 | 21 | 22 | 23 | 24 | 25 | 26 | 27 | 28 | 29 | 30 | 31 | 32 | 33  | 34  |
| ---------- | -- | -- | -- | -- | -- | -- | -- | -- | -- | -- | -- | -- | -- | -- | -- | -- | --- | --- | --- | -- | -- | -- | -- | -- | -- | -- | -- | -- | -- | -- | -- | -- | --- | --- |
| Stand      | 6e | 4e | 2e | 1e | 1e | 1e | 2e | 5e | 6e | 3e | 5e | 7e | 7e | 6e | 8e | 9e | 10e | 11e | 11e | 9e | 9e | 8e | 8e | 8e | 8e | 8e | 8e | 8e | 8e | 9e | 9e | 9e | 10e | 11e |

### Doelpunten per speelronde
| Speelronde | 1 | 2 | 3 | 4 | 5 | 6 | 7 | 8 | 9 | 10 | 11 | 12 | 13 | 14 | 15 | 16 | 17 | 18 | 19 | 20 | 21 | 22 | 23 | 24 | 25 | 26 | 27 | 28 | 29 | 30 | 31 | 32 | 33 | 34 | Totaal |
| ---------- | - | - | - | - | - | - | - | - | - | -- | -- | -- | -- | -- | -- | -- | -- | -- | -- | -- | -- | -- | -- | -- | -- | -- | -- | -- | -- | -- | -- | -- | -- | -- | ------ |
| Doelpunten | 2 | 3 | 5 | 2 | 1 | 1 | 0 | 0 | 0 | 6  | 0  | 1  | 1  | 0  | 1  | 1  | 1  | 0  | 1  | 2  | 3  | 2  | 1  | 1  | 1  | 3  | 0  | 2  | 1  | 1  | 0  | 1  | 1  | 2  | 47     |

### Toeschouwersaantal per speelronde
| Speelronde | 1      | 2      | 3      | 4      | 5      | 6      | 7      | 8      | 9      | 10     | 11     | 12     | 13     | 14     | 15     | 16     | 17     | Totaal  | Gemiddeld |
| ---------- | ------ | ------ | ------ | ------ | ------ | ------ | ------ | ------ | ------ | ------ | ------ | ------ | ------ | ------ | ------ | ------ | ------ | ------- | --------- |
| Thuis      | 11.324 | -      | -      | 11.000 | 11.324 | -      | -      | 11.100 | -      | 12.089 | 12.218 | -      | 12.400 | -      | 12.140 | -      | 12.500 | 106.095 | 11.788    |
| Uit        | -      | 8.155  | 10.100 | -      | -      | 51.488 | 15.200 | -      | 14.046 | -      | -      | 33.100 | -      | 21.453 | -      | 7.731  | -      | 161.273 | 20.159    |
| Speelronde | 18     | 19     | 20     | 21     | 22     | 23     | 24     | 25     | 26     | 27     | 28     | 29     | 30     | 31     | 32     | 33     | 34     | Totaal  | Gemiddeld |
| Thuis      | -      | 12.350 | -      | 12.280 | -      | 12.500 | -      | 12.100 | 12.100 | -      | 12.500 | -      | -      | 12.500 | -      | 12.350 | -      | 98.680  | 12.335    |
| Uit        | 47.500 | -      | 18.150 | -      | 15.831 | -      | 9.739  | -      | -      | 22.959 | -      | 15.285 | 11.711 | -      | 6.671  | -      | 29.800 | 177.646 | 19.738    |
|            |        |        |        |        |        |        |        |        |        |        |        |        |        |        |        |        |        | 535.965 | 15.764    |

## Mutaties

### Zomer

#### Aangetrokken
| Nr. | Nat. | Naam               | Van                  | Type         | Contract        | Transfersom | Bijzonderheid                            |
| --- | ---- | ------------------ | -------------------- | ------------ | --------------- | ----------- | ---------------------------------------- |
| -   | BE   | Kevin Begois       | FC Den Bosch         | Transfervrij | 30-06-2014      | n.v.t.      | -                                        |
| -   | NL   | Eser Elmali        | Jeugd                | -            | Op amateurbasis | n.v.t.      | -                                        |
| -   | NL   | Guyon Fernandez    | Feyenoord            | -            | Op huurbasis    | n.v.t.      | -                                        |
| -   | NL   | Delano Haulussy    | Jeugd                | -            | Op amateurbasis | n.v.t.      | -                                        |
| -   | NL   | Giovanni Hiwat     | SC Cambuur           | -            | 30-06-2014      | n.v.t.      | Terug van verhuurperiode (SC Cambuur)    |
| -   | PL   | Mateusz Klich      | VfL Wolfsburg        | Transfer     | 30-06-2015      | Niet bekend | Was vorig jaar gehuurd van VfL Wolfsburg |
| -   | BE   | Leroy Labylle      | MVV Maastricht       | Transfer     | 30-06-2016      | Niet bekend | -                                        |
| -   | ZA   | Kamohelo Mokotjo   | Feyenoord            | Transfervrij | 30-06-2016      | n.v.t.      | -                                        |
| -   | NL   | Norair Mamedov     | FC Emmen             | -            | n.v.t.          | n.v.t.      | Terug van verhuurperiode (FC Emmen)      |
| -   | NL   | Jorben Nieuwenhuis | Jeugd                | -            | Op amateurbasis | n.v.t.      | -                                        |
| -   | NL   | Stefan Nijland     | PSV                  | Transfervrij | 30-06-2016      | n.v.t.      | -                                        |
| -   | ZA   | Dean Patricio      | Supersport United FC | -            | Op huurbasis    | n.v.t.      | Voor beloftenelftal                      |
| -   | NZ   | Ryan Thomas        | Olé Football Academy | Transfervrij | 30-06-2014      | n.v.t.      | Voor beloftenelftal                      |
| -   | NL   | Daniël Tole        | Jeugd                | -            | Op amateurbasis | n.v.t.      | -                                        |
| -   | NL   | Kadir Usta         | Jeugd                | -            | Op amateurbasis | n.v.t.      | -                                        |

#### Vertrokken
| Nr. | Nat. | Naam                             | Naar                       | Type               | Transfersom | Wed. | Dlpt. |
| --- | ---- | -------------------------------- | -------------------------- | ------------------ | ----------- | ---- | ----- |
| -   | NL   | Gerard Aafjes                    | Vejle BK                   | Contract ontbonden | n.v.t.      | 25   | 0     |
| -   | SE   | Denni Avdić                      | Werder Bremen              | Einde huurcontract | n.v.t.      | 23   | 8     |
| -   | NL   | Christiaan Cicek                 | SVZW Wierden (ama)         | Einde contract     | n.v.t.      | 6    | 2     |
| -   | NL   | Rodney Geerlinks (Rodney Rosink) | Flevo Boys Emmeloord (ama) | Einde contract     | n.v.t.      | 0    | 0     |
| -   | NL   | Sherwin Grot                     | GVVV (ama)                 | Einde contract     | n.v.t.      | 0    | 0     |
| -   | DE   | Mike Koenders                    | SC Genemuiden (ama)        | Contract ontbonden | n.v.t.      | 0    | 0     |
| -   | PL   | Mateusz Klich                    | VfL Wolfsburg              | Einde huurcontract | n.v.t.      | 13   | 2     |
| -   | NL   | Norair Mamedov                   | Willem II                  | Einde contract     | n.v.t.      | 24   | 5     |
| -   | NL   | Youness Mokhtar                  | FC Twente                  | Transfer           | Niet bekend | 34   | 7     |
| -   | NL   | Norichio Nieveld                 | FC Eindhoven               | Einde contract     | n.v.t.      | 4    | 0     |
| -   | NL   | Frank Olijve                     | FC Emmen                   | Einde contract     | n.v.t.      | 52   | 1     |
| -   | NL   | Wiljan Pluim                     | Roda JC Kerkrade           | Einde huurcontract | n.v.t.      | 34   | 1     |
| -   | IS   | Rúnar Már Sigurjónsson           | Valur Reykjavík            | Einde huurcontract | n.v.t.      | 0    | 0     |
| -   | NL   | Arne Slot                        | Gestopt                    | Einde contract     | n.v.t.      | 266  | 73    |
| -   | NL   | Arsenio Valpoort                 | Ferencvárosi TC            | Einde huurcontract | n.v.t.      | 9    | 2     |
| -   | NL   | Danny Wintjens                   | VVV-Venlo                  | Einde contract     | n.v.t.      | 5    | 0     |
| -   | NL   | Simon IJzerman                   | WKE (ama)                  | Einde contract     | n.v.t.      | 0    | 0     |
| -   | NL   | Djeremy Zandvliet                | Rohda Raalte (ama)         | Einde contract     | n.v.t.      | 0    | 0     |

#### Statistieken transfers zomer
| Gekochte spelers | Verkochte spelers | Gehuurde spelers | Verhuurde spelers | Spelers terug van verhuurperiode | Spelers einde van huurperiode | Transfervrij aangetrokken spelers | Transfervrij vertrokken spelers | Doorgestroomde jeugdspelers |
| ---------------- | ----------------- | ---------------- | ----------------- | -------------------------------- | ----------------------------- | --------------------------------- | ------------------------------- | --------------------------- |
| 2                | 1                 | 2                | 0                 | 2                                | 5                             | 4                                 | 11                              | 5                           |

### Winter

#### Aangetrokken
| Nr. | Nat. | Naam                  | Van                    | Type         | Contract   | Transfersom | Bijzonderheid                  |
| --- | ---- | --------------------- | ---------------------- | ------------ | ---------- | ----------- | ------------------------------ |
| 8   | GR   | Athanasios Karagounis | Atromitos FC           | Transfer     | 30-06-2016 | Niet bekend | Met optie voor nog één seizoen |
| 17  | MK   | Denis Mahmudov        | Excelsior '31 (ama)    | Transfer     | 30-06-2015 | Niet bekend | -                              |
| 15  | AU   | Trent Sainsbury       | Central Coast Mariners | Transfer     | 30-06-2016 | Niet bekend | Met optie voor nog één seizoen |
| 24  | DE   | Theo Vogelsang        | Kickers Offenbach      | Transfervrij | Amateur    | n.v.t.      | -                              |

#### Vertrokken
| Nr. | Nat. | Naam              | Naar             | Type               | Transfersom | Wed. | Dlpt. |
| --- | ---- | ----------------- | ---------------- | ------------------ | ----------- | ---- | ----- |
| 8   | NL   | Rochdi Achenteh   | Vitesse          | Transfer           | Niet bekend | 83   | 2     |
| 17  | NL   | Mimoun Eloisghiri | FC Lienden (ama) | Contract ontbonden | n.v.t.      | 3    | 0     |
| 15  | NL   | Ronnie Reniers    | FC Eindhoven     | Op huurbasis       | n.v.t.      | 12   | 2     |

#### Statistieken transfers winter
| Gekochte spelers | Verkochte spelers | Gehuurde spelers | Verhuurde spelers | Spelers terug van verhuurperiode | Spelers einde van huurperiode | Transfervrij aangetrokken spelers | Transfervrij vertrokken spelers | Doorgestroomde jeugdspelers |
| ---------------- | ----------------- | ---------------- | ----------------- | -------------------------------- | ----------------------------- | --------------------------------- | ------------------------------- | --------------------------- |
| 3                | 1                 | 0                | 0                 | 0                                | 0                             | 0                                 | 1                               | 0                           |

## Voetnoten
ADO Den Haag ·
Ajax ·
AZ ·
SC Cambuur ·
Feyenoord ·
Go Ahead Eagles ·
FC Groningen ·
sc Heerenveen ·
Heracles Almelo ·
NAC Breda ·
N.E.C. ·
PEC Zwolle · 
PSV ·
RKC Waalwijk ·
Roda JC Kerkrade ·
FC Twente ·
FC Utrecht ·
Vitesse